# ناتال درامز
ناتال درامز (به انگلیسی: Natal Drums) (در گذشته با نام ناتال پرکاشن کمپانی (Natal Percussion Company) شناخته می‌شد) یک شرکت تولیدکننده آلات موسیقی بریتانیایی است که در بلچلی انگلستان واقع شده‌است. این نام تکواژ چندوجهی از نام‌های کوچک بنیانگذار شرکت و همسرش، ناتالی و آلان (NATalie & ALan) است.
در سال ۲۰۱۰ این شرکت توسط مارشال امپلیفیکیشن (Marshall Amplification) خریداری شد. خط تولید کنونی محصولات ناتال شامل درام، سخت‌افزار درام و سازهای کوبه‌ای دیگر مانند طبل بانگو، کنگا، دایره‌زنگی، زنگ گاوچران و زنگوله نواری است.